# Kueichowiidae
A Kueichowiidae a háromkaréjú ősrákok (Trilobita) osztályának a Redlichiida rendjéhez, ezen belül a Redlichiina alrendjéhez tartozó család.

## Rendszerezés
A családba az alábbi nemek tartoznak:
- Kueichowia
- Shatania